# Triadimefon
Triadimefon ist ein 1:1-Gemisch (Racemat) von zwei stereoisomeren chemischen Verbindungen aus der Gruppe der Triazole und Conazole.

## Stereoisomerie
Triadimefon ist chiral, enthält also ein Stereozentrum. Es gibt somit zwei Stereoisomere, das (R)-Enantiomer und das (S)-Enantiomer. Das 1:1-Gemisch (Racemat) aus  (R)- und (S)-Enantiomer nennt man (RS)-Triadimefon oder (±)-Triadimefon. Wenn in der wissenschaftlichen Literatur oder in diesem Artikel ohne weitere Detailangaben „Triadimefon“ erwähnt wird, ist das Racemat gemeint.

## Gewinnung und Darstellung
Triadimefon kann durch Dichlorierung von Pinakolon und anschließende Substitution mit Natrium-p-chlorphenolat und Triazol hergestellt werden.
Ebenfalls möglich ist die Synthese durch Reaktion von Brompinacolon mit dem Natriumsalz von p-Chlorphenol und Reaktion des jeweiligen Zwischenproduktes mit Brom und 1,2,4-Triazol.

## Eigenschaften
Triadimefon ist ein farbloser Feststoff mit charakteristischem Geruch, der praktisch unlöslich in Wasser ist. Er ist mäßig löslich in den meisten organischen Lösungsmitteln außer Aliphaten. Als Hauptabbauprodukt entsteht Triadimenol. Gegenüber Hydrolyse ist es stabil in einem weiten pH-Wert-Bereich. Der Metabolismus von Triadimefon verläuft enantioselektiv, d. h., (R)- und (S)-Enantiomer werden in unterschiedlicher Rate verstoffwechselt.

## Verwendung
Triadimefon wird als Fungizid verwendet. Es wird bei Getreide, Kaffee, Obst, Trauben, Tee, Rasen und Gemüse eingesetzt und ist in mehr als 70 Ländern zugelassen. Die Wirkung beruht auf der Beeinflussung der Sterol-Biosynthese (Steroid-Demethylierung) in den Zellmembranen.

## Zulassung
In der BRD war Triadimefon zwischen 1976 und 2003, in der DDR zwischen 1980 und 1994 zugelassen.
Die EU-Kommission entschied 2004, Triadimefon nicht in die Liste der zulässigen Pflanzenschutzmittel-Wirkstoffe nach der Richtlinie 91/414/EWG aufzunehmen.
In Deutschland, Österreich und der Schweiz sind keine Pflanzenschutzmittel mit diesem Wirkstoff zugelassen.